# 泰加礁 (南卡罗来纳州)
泰加礁（英語：Tega Cay），是美国南卡罗来纳州下属的一座城市。城市类型是“City”。其面积大约为4.56平方英里（11.82平方公里）。根据2010年美国人口普查，该市有人口7,620人，人口密度约为每平方 英里1,669.59人（约合每平方公里644.65人）。